# جان ویلیس
جان ویلیس (انگلیسی: John Willys; ۲۵ اکتبر ۱۸۷۳ – ۲۶ اوت ۱۹۳۵) کارآفرین، دیپلمات و صنعت‌گر اهل ایالات متحده آمریکا بود، که در سال ۱۹۰۸ شرکت خودروسازی ویلیس موتورز را تأسیس نمود.